# Jonathan Winters
Jonathan Harshman Winters Jr. (ur. 11 listopada 1925 w Bellbrook, w stanie Ohio, zm. 11 kwietnia 2013 w Montecito w stanie Kalifornia) – amerykański aktor i komik.

## Życiorys
Był potomkiem Valentine Winters, założycielki Winters National Bank w Dayton. Po ukończeniu szkoły średniej w Springfield, Winters, w wieku 17 lat, zaciągnął się do marynarki wojennej. Podczas II wojny światowej służył na południowym Pacyfiku. Po wojnie studiował rysunek w Dayton Art Institute. Karierę rozpoczynał jako komik sceniczny. Gościł w programach Jacka Paara. Prowadził również własny program "The Wacky Word of Jonathan Winters" (1972-1974). Winters wystąpił w niemal 50 filmach i kilku telewizyjnych show.
Był żonaty z Eileen Schauder, którą poślubił w 1948 roku i był z nią ponad 60 lat, aż do jej śmierci w 2009 roku. Żona aktora chorowała przez dwadzieścia lat na raka piersi. Miał z nią dwoje dzieci.

## Filmografia
- 2013: Smerfy 2 jako Papa Smerf (głos)
- 2011: Smerfy jako Papa Smerf (głos)
- 2003: Swing jako Uncle Bill
- 2000: Rocky i Łoś Superktoś jako Whoppa Chopper
- 1998: Cienka czerwona linia jako Wainwright Barth
- 1998: Flintstonowie jako Blady mężczyzna
- 1990–1992: Przygody Animków jako Stanley (głos)
- 1988: Dyktator z Paradoru jako Ralph
- 1988–1995: Garfield i przyjaciele jako Berferd (głos)
- 1985: Alicja w Krainie Czarów jako Tweedledum (głos)
- 1981–1990: Smerfy jako różne postacie (głos)
- 1972: Nowy Scooby Doo, odcinek: Scooby Doo spotyka Jonathana Wintersa jako on sam (głos)[1]
- 1966: Rosjanie nadchodzą jako Norman Jones
- 1963: Ten szalony, szalony świat jako Lennie Pike